# Ellsworth (Minnesota)
Ellsworth ist eine Kleinstadt (mit dem Status „City“) im Nobles County im US-amerikanischen Bundesstaat Minnesota. Das U.S. Census Bureau hat bei der Volkszählung 2020 eine Einwohnerzahl von 497 ermittelt.

## Geografie
Ellsworth liegt im Südwesten Minnesotas auf der Coteau des Prairies genannten Hochebene, die bis nach Iowa im Süden und South Dakota im Westen reicht. Die geografischen Koordinaten sind 43°31′05″ nördlicher Breite und 96°01′06″ westlicher Länge. Der Ort erstreckt sich über eine Fläche von 1,63 km².
Benachbarte Orte von Ellsworth sind Steen (25,4 km westlich), Kanaranzi (12,1 km nordwestlich), Magnolia (18,6 km nordnordwestlich), Adrian (19,1 km nordöstlich), Bigelow (29,2 km östlich), Little Rock in Iowa (18,8 km südöstlich), George in Iowa (21,3 km südlich) und Rock Rapids in Iowa (22,7 km südwestlich).
Die nächstgelegenen größeren Städte sind Minneapolis (330 km ostnordöstlich), Minnesotas Hauptstadt Saint Paul (344 km in der gleichen Richtung), Rochester (330 km östlich), Iowas Hauptstadt Des Moines (414 km südöstlich), Omaha in Nebraska (295 km südlich), Sioux Falls in South Dakota (61,6 km westlich) und Fargo in North Dakota (418 km nördlich).

## Verkehr
In Nord-Süd-Richtung verläuft die Minnesota State Route 61 als Hauptstraße durch Ellsworth. Alle weiteren Straßen sind untergeordnete Landstraßen, teils unbefestigte Fahrwege oder innerörtliche Verbindungsstraßen.
Mit dem Sioux Falls Regional Airport befindet sich 69,6 km westlich der nächstgelegene Regionalflughafen. Die nächsten größeren Flughäfen sind das Eppley Airfield nahe Omaha (287 km südlich) und der Minneapolis-Saint Paul International Airport (325 km nordöstlich).

## Demografische Daten
Nach der Volkszählung im Jahr 2010 lebten in Ellsworth 463 Menschen in 210 Haushalten. Die Bevölkerungsdichte betrug 284 Einwohner pro Quadratkilometer. In den 210 Haushalten lebten statistisch je 2,02 Personen. 
Ethnisch betrachtet setzte sich die Bevölkerung zusammen aus 97,6 Prozent Weißen, 0,4 Prozent Afroamerikanern, 0,4 Prozent amerikanischen Ureinwohnern sowie 0,4 Prozent aus anderen ethnischen Gruppen; 1,1 Prozent stammten von zwei oder mehr Ethnien ab. Unabhängig von der ethnischen Zugehörigkeit waren 3,0 Prozent der Bevölkerung spanischer oder lateinamerikanischer Abstammung. 
17,9 Prozent der Bevölkerung waren unter 18 Jahre alt, 54,0 Prozent waren zwischen 18 und 64 und 28,1 Prozent waren 65 Jahre oder älter. 54,4 Prozent der Bevölkerung war weiblich.

Das mittlere jährliche Einkommen eines Haushalts lag bei 32.857 USD. Das Pro-Kopf-Einkommen betrug 24.562 USD. 9,0 Prozent der Einwohner lebten unterhalb der Armutsgrenze.